# Jan Hieronim Brzozowski
Jan Hieronim Brzozowski herbu Korab (zm. w 1684 roku) – podczaszy podlaski w latach 1657–1684.
Jako poseł ziemi bielskiej na sejm elekcyjny 1669 roku był elektorem Michała Korybuta Wiśniowieckiego z ziemi bielskiej w 1669 roku. W 1674 roku był elektorem Jana III Sobieskiego z ziemi bielskiej.